# Suidlanders

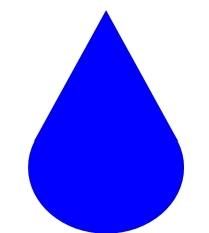
Логотип Suidlanders.

Suidlanders — южноафриканская организация, которая предсказывает возможную революцию и крах общественного порядка в стране, а также разрабатывает планы эвакуации африканеров из больших городов в безопасные места. Это организация гражданской обороны, основанная в 2006 году. Организацию возглавляет Густав Мюллер.
Suidlanders в своей работе апеллируют к международному праву, в частности к протоколам I и II (от 8 июня 1977 г.) в дополнение к Женевским конвенциям (от 12 августа 1949 г.). Протокол I касается защиты жертв международного вооруженного конфликта, а Протокол II касается защиты жертв немеждународного конфликта. Особое внимание уделяется статьям с 60 по 69 Протокола I (демилитаризованные зоны и гражданская оборона).
На организацию сильно повлияли пророчества Зинера ван Ренсбурга. Многие люди верят, что Зинер предсказал приход к власти в Южной Африке черного правительства и что африканеры будут жестоко страдать от такого правительства. Они также считают, что это указывает на возможную революцию и гражданскую войну, к которой люди должны подготовиться.
Членам предоставляется обучение по всем аспектам гражданской обороны. Обучение варьируется от оказания первой помощи, логистики и средств связи до контроля над перемещением и эвакуации беженцев. Suidlanders также информируют своих членов об инцидентах и протестах и предоставляют своим членам планы экстренной эвакуации из возможных зон чрезвычайных ситуаций.